# Noemí Casquet
Noemí Casquet (Sabadell, 1992) es una periodista y escritora española. Es especialista en divulgación sexual e investigadora sobre sexualidad ancestral. Ha sido presentadora de programas de televisión y en línea y participado en algunos medios de comunicación. Actualmente, también es fundadora y directora ejecutiva de Santo Amor, la primera plataforma de educación sexual explícita.
En sus redes sociales suele tratar temáticas como el sexo, la antropología sexual, el feminismo, las relaciones afectivas, el colectivo LGBT y la lucha social. Gracias a dichas redes sociales Casquet ha logrado captar un gran número de seguidores en Instagram.,TikTok y YouTube
Segun ella misma explicó en el canal de youtube A las Bravas (temporada 3, episodio 4) tiene un Master oficial en Terapia Sexual y de pareja

## Carrera profesional

### Colaboraciones en medios de comunicación
Casquet ha colaborado con varios medios de comunicación, como columnista en La Vanguardia, siendo entrevistada por El País y por El Periódico y, además, ha aparecido otros medios como El Mundo, El Español y Europa Press, Elle, Women's Health, ElDiario.esElDiario.es hablando acerca de temáticas tabúes como el poliamor, el sexo o las diferencias entre los hombres y las mujeres en relación con su sexualidad.
Ha participado en diferentes emisiones de radio, como RTVE (Play Radio), Radio Euskadi alegando el concepto del sexo como «un arma de revolución masiva» o la Cadena SER.
En 2021 presentó el programa Llámalo X, producido por RTVE en colaboración con Dadá Films and Entertainment, en el que se realizan entrevistas relacionadas con el mundo del género y la sexualidad tratando realidades como el poliamor, las nuevas masculinidades, la sexualidad trans o la asexualidad.
También ha aparecido en programas como La resistencia, Zona Franca (TV3), FAQS (TV3), La Fábrica de Rufián, Focus o en el programa de Adolescents XL (TV3 a la carta), y en podcasts como el de Podium Podcast de Alex Fidalgo, el de Bego Beristain, Una de las nuestras, Podcast con Judith Tiral para NYX Cosmetics o el podcast Se regalan dudas con Ashley Frangie y Lety Sahagún.
En 2021 presenta el podcast Follar donde, en sus ocho episodios, entrevista a diferentes personajes públicos sobre su sexualidad.

## Audiovisual
En 2022 participa en el documental La Criptotribu, en el que aborda la sexualidad en el metaverso. También colabora en el documental producido por Amazon Prime Video Sobrevivir a las redes.
En 2023 se estrena en Atresplayer la adaptación de la trilogía de Casquet Zorras, Malas y Libres.
Casquet también fue presentadora del Salón Erótico de Barcelona en 2019. Además, en 2020 participó en el evento TEDTalk x UCM (El Futuro), defendiendo la necesidad de una liberación y naturalización del sexo. Sin embargo, su participación en los salones tuvo también algo de polémica en relación a las condiciones de trabajo.

## Publicaciones
Como autora tiene reconocimiento a nivel internacional,[cita requerida] dando el salto a América (gracias a la gira de su última bilogía en la Feria Internacional del Libro - Guadalajara 2021, en México).
En junio del 2023 Casquet publica Éxtasis, la novela que habla sobre la sexualidad ancestral y las prácticas de antiguas civilizaciones, si bien con la propia interpretación de Casquet.

#### Cuerpos y Almas
Fue publicada en 2021 y trata la identidad y el deseo. Según Casquet «tiene mucho de ella, de la relación que ha tenido a lo largo de su vida con los hombres».

#### Zorras, Malas y Libres
Publicada en 2020, se trata de la trilogía de novela erótica de la cual posteriormente se hizo una serie. Protagonizada por Alicia y sus amigas Diana y Emily.

#### Mala Mujer
Es el primer libro de Noemí Casquet. Se publicó en 2019 y cuenta con diez ediciones. 
En este libro, la periodista analiza las etiquetas de identidad de género, habla acerca de la identidad sexual, del ciclo menstrual (y su relación con el ciclo lunar), de la masturbación, del feminismo, de la sexualidad y del amor. Sin embargo, es importante recordar que Noemí Casquet no cuenta con ninguna formación profesional en relación a la sexualidad humana, por lo que el libro no debe considerarse una guía oficial ni un manual terapéutico, solo de divulgación. 

## Conferencias
En 2020 participó en el evento TEDTalk x UCM (El Futuro), recalcando (desde su experiencia) la necesidad de una liberación y naturalización del sexo.
En España ha dado conferencias en el Festival de Literatura y Erotismo (Universidad Jaume I, Castellón), el ciclo de conferencias Con Voz de mujer, Marcha FM (Tenerife 2022)  así como en  Latinoamérica en el AEFEST (Colombia 2022) y el Medellín Pink Secret.

## Producción musical
Casquet se ha formado durante 2 años en la Escuela de Electrónica Inted como DJ y productora musical. Actualmente orienta su música hacia la recuperación de sonidos ancestrales, mezclándolos con bases electrónicas.
En su canal de Spotify, Mama Casquet, se encuentran las Sexperiencias Sonoras, meditaciones sexuales a través de la música con la voz de Noemí Casquet.